# 十二ホウ化スカンジウム
十二ホウ化スカンジウム(Scandium dodecaboride, ScB12)は、耐火性のホウ化金属の一つ。

## 合成
ScB12は、粉末のホウ素と粉末の酸化スカンジウム(III)を7:1の比率で混合し、プラズマトーチで2500℃に加熱、そして冷水で焼入れし、濃塩酸で洗浄することで得られる。

## 結晶学
当初、ScB12は立方晶系構造を持つことが報告されたが、その後の研究で正方晶系（a=522pm, c=735pmの単位格子）であることが明らかになった。最近では立方晶系構造が存在していることが分かったが、それには安定化が必要とされる。